# Liste der Flughäfen und Flugplätze in den Vereinigten Arabischen Emiraten
Dies ist eine Liste der Flugplätze in den Vereinigten Arabischen Emiraten geordnet nach Orten. Flugplätze mit regelmäßigem Linienverkehr sind in Fettschrift gekennzeichnet.
| Ort                 | Emirat         | ICAO | IATA | Name des Flugplatzes                                             |
| ------------------- | -------------- | ---- | ---- | ---------------------------------------------------------------- |
| Abu Dhabi           | Abu Dhabi      | OMAA | AUH  | Flughafen Abu Dhabi (Abu Dhabi International Airport)            |
| Abu Dhabi           | Abu Dhabi      | OMAD | AZI  | Flugplatz Al-Bateen (Al Bateen Executive Airport)                |
| Al Ain              | Abu Dhabi      | OMAL | AAN  | Flughafen Al-Ain                                                 |
| Al Dhafra           | Abu Dhabi      | OMAM | DHF  | Al Dhafra Air Base                                               |
| Al Futaisi          | Abu Dhabi      | OMAF |      | Futaysi Airport                                                  |
| Al Jazirah Al Hamra | Ras al-Khaimah | OMRJ |      | Al Jazeirah Airport                                              |
| Arzanah             | Abu Dhabi      | OMAR |      | Arzanah Airport                                                  |
| Buhasa              | Abu Dhabi      | OMAB |      | Buhasa Airport                                                   |
| Dalma Island        | Abu Dhabi      | OMDL | ZDY  | Dalma Airport                                                    |
| Das Island          | Abu Dhabi      | OMAS |      | Das Island Airport                                               |
|                     | Abu Dhabi      |      |      | Abu Dhabi Northeast Airport                                      |
| Dubai               | Dubai          | OMDB | DXB  | Flughafen Dubai (Dubai International Airport)                    |
| Dubai               | Dubai          | OMDM | NHD  | Militärflugplatz Minhad                                          |
| Dubai               | Dubai          | OMDW | DWC  | Flughafen Dubai-World Central (Al Maktoum International Airport) |
| Fujairah            | Fujairah       | OMFJ | FJR  | Fujairah International Airport                                   |
| Jebel Dhana         | Abu Dhabi      | OMAJ |      | Jebel Dhana Airport                                              |
| Qarnayn             | Abu Dhabi      | OMAQ |      | Qarnayn Airport                                                  |
| Ras al-Khaimah      | Ras al-Khaimah | OMRK | RKT  | Flughafen Ra’s al-Chaima                                         |
| Ras al-Khaimah      | Ras al-Khaimah | OMRS |      |                                                                  |
| Sharjah             | Sharjah        | OMSJ | SHJ  | Flughafen Schardscha                                             |
| Sir Bani Yas        | Abu Dhabi      | OMBY | XSB  | Sir Bani Yas Airport                                             |
| Zirku               | Abu Dhabi      | OMAZ |      | Zirku Airport                                                    |